# Sacrifício humano

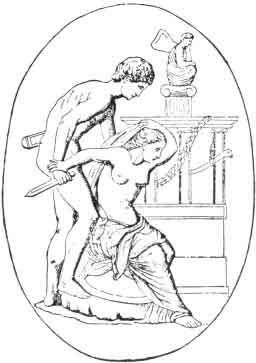
Na mitologia grega, Polixena morre pelas mãos de Neoptólemo.

Um sacrifício humano consiste no ato de sacrificar um ou mais seres humanos para algum fim, usualmente de cunho religioso. Tal prática remonta desde a Antiguidade, quando matavam-se pessoas ritualmente de forma que agradasse algum deus ou força espiritual. Apesar das tentativas de se eliminar tais práticas, ainda há alguns grupos ou culturas que praticam sacrifícios humanos nos dias atuais. A maioria das religiões condena a prática, e as leis seculares modernas tratam-na como um assassinato. Em uma sociedade que condena o sacrifício humano, o termo assassinato ritual/morte em ritual é usado.

## Na Antiguidade
Ocasiões em que se sacrificavam homens:
- Para a criação de um novo templo ou ponte;
- Quando da morte de um rei ou membro do alto clero, para que o sacrificado servisse ao morto na próxima vida;
- Em tempos de desastres naturais. Secas, terremotos, erupções vulcânicas, maremotos etc. seriam sinais de fúria dos deuses - sacrifícios eram a forma de acalmá-los.

Algumas civilizações da atual América Central praticavam o sacrifício humano. Os Astecas eram um caso especial pois praticavam tal sacrifício em grande escala; um sacrifício humano seria feito todos os dias para ajudar o Sol a nascer, em homenagem ao grande templo de Tenochtitlán, entre outros.
Na antiga religião da Escandinávia também se praticavam sacrifícios humanos.[carece de fontes?]
Existem vestígios de que a Civilização Minoica praticava sacrifícios humanos. Corpos sacrificados foram encontrados em numerosos locais na cidadela de Cnossos em Creta. Um achado na Casa Norte em Cnossos numerou 337 ossos de crianças aparentemente chacinadas. É possível que o tenham sido para consumo humano, na tradição de oferendas da civilização helênica. Não há prova de ter sido uma prática disseminada pela Civilização Minoica. É possível que os sacrifícios humanos em Creta sejam casos especiais, pois em Cnossos, naquela época, ocorreu um tremendo desastre natural tectônico no local onde se acharam, preservados. Assim, tais sacrifícios humanos poderiam ser explicados pelo desespero Minoico em face da catástrofe e não como rotina. O templo de Anemospília em Cnossos exemplifica tal opinião. Nele, se encontraram vestígios do sacrifício de um adolescente, interrompido pelo colapso do templo sobre os participantes por um sismo ocorrido no momento.

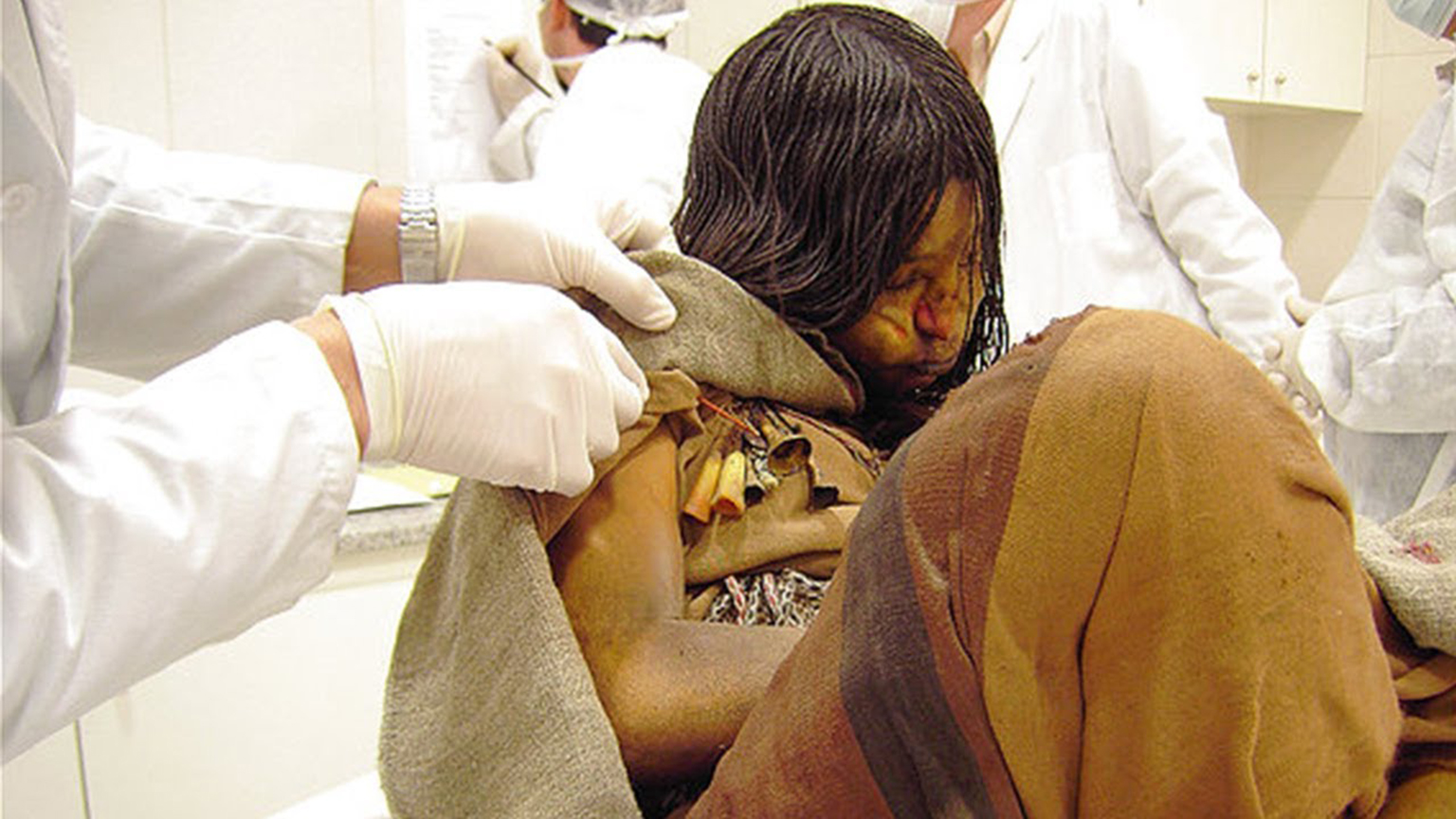
"A Donzela" é uma múmia que faz parte de um achado arqueológico chamado Crianças de Llullaillaco. Essas crianças foram sacrificadas no vulcão Llullaillaco durante um ritual aos deuses. Na foto, a Donzela na província de Salta (Argentina).

O mito de Teseu e do Minotauro (situado no labirinto de Cnossos) evidencia que o sacrifício humano era comum. No mito, diz-se que Atenas enviou sete rapazes e sete raparigas para Creta como sacrifício ao Minotauro. Os achados arqueológicos evidenciam que a maioria dos sacrifícios era de jovens ou crianças. Tal corrente de opinião contrasta com a corrente utópica dos minoicos divulgada pelo arqueólogo Arthur Evans.
O sacrifício humano ainda acontece atualmente como prática secreta em certas religiões tradicionais, por exemplo nas matanças Muti. O sacrifício humano hoje já não está tipificado em nenhum código penal do mundo, pois tais casos são considerados assassínio.
Muitas pessoas na Índia são fiéis de uma religião chamada tantrismo; pequena percentagem de praticantes Tântricos sem escrúpulos induzem pessoas ao sacrifício humano, com a promessa de provocar a gravidez em casais estéreis.[carece de fontes?] Na Eneida de Virgílio, a personagem Sinon declara que estava destinado a ser um sacrifício humano a Poseidon para acalmar os mares. O sacrifício humano é um assunto comum nas religiões e mitologia de diversas culturas.
O cristianismo e o judaísmo messiânico acreditam que a morte de Jesus (Yeshua) foi o perfeito sacrifício que pode purificar o ser humano de seus pecados.